# Peel (програма)
Peel — програма для читання/програвання/браузер блогів MP3 для macOS. Після введення URL-адреси MP3-блогу Peel створює список відтворення доступних пісень. Звідти користувач може слухати пісні, завантажувати пісні та копіювати їх у iTunes.
Програма також має вбудований веб-браузер для перегляду веб-сайту MP3-блогу без перемикання програм.